# Cratere Jezero
Jezero  è un cratere sulla superficie di Marte situato sul lato occidentale di Isidis Planitia.
La NASA ha scelto il cratere come sito di atterraggio per il rover della missione Mars 2020, la missione è iniziata nel 30 luglio 2020 ed il 18 febbraio 2021, è avvenuto l'atterraggio del rover Perseverance.
Questo cratere ha origine dall'impatto di una meteora sulla superficie di Marte, ha un diametro di 47.500 metri.
Prende il nome dalla località di Jezero in Bosnia-Erzegovina, con la quale ha alcune similitudini morfologiche.

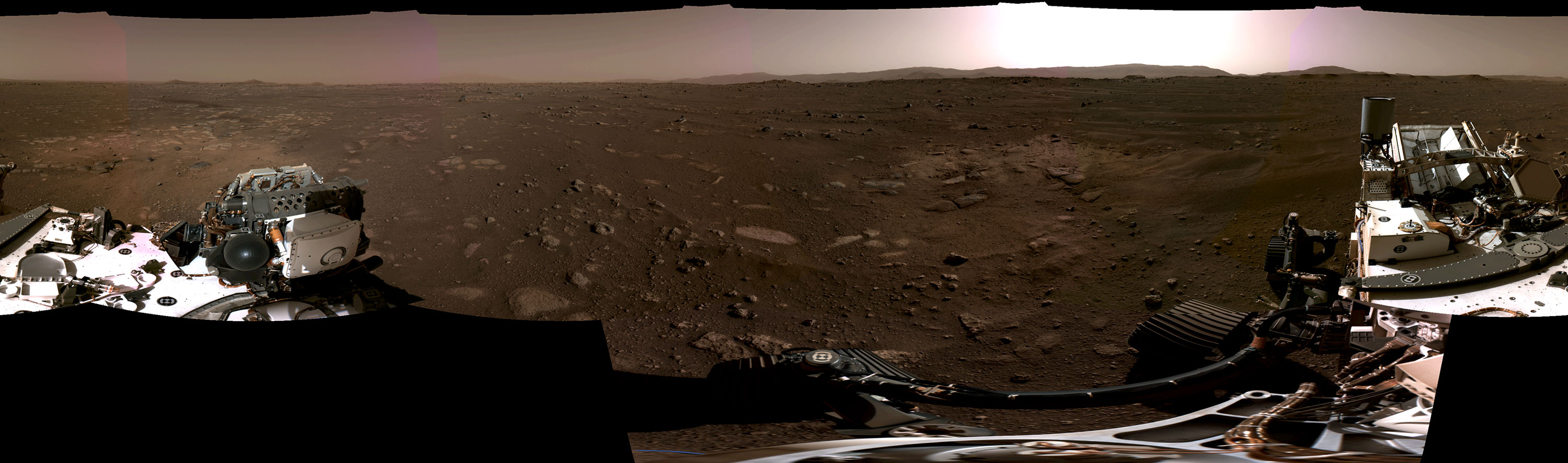
Panorama del cratere Jezero visto dal rover Perseverance